# Kunci v Avstraliji
Kunci v Avstraliji so se po vnosu iz Evrope močno namnožili in postali hudi kmetijski škodljvci, ki z obžiranjem povzročajo milijonsko škodo na pridelku. V Avstralijo so kunci prispeli v 18. stoletju s prvo floto naseljencev in se sčasoma razširili po večjem delu celine, predvsem kot posledica izpusta nekaj kuncev v divjino v zvezni državi Viktorija na jugovzhodu. Angleški naseljenec Thomas Austin jih je leta 1859 naselil za lov.
Njihovo število so poskušali omejiti z različnimi metodami. Običajne metode so vključevale streljanje zajcev in uničevanje njihovih bivališč, toda imele so omejen uspeh. Leta 1907 so v Zahodni Avstraliji postavili ograjo, da bi jih zadržali, a prav tako brez uspeha. Šele v 1950. letih so populacijo močno zmanjšali z vnosom virusa, ki povzroča nalezljivo bolezen miksomatozo pri kuncih. 